# Rødhus Kirke

Rødhus Kirke er opført 1912-1913 efter tegninger af arkitekt Valdemar Schmidt. Kirken blev indviet d. 19. oktober 1913 .

## Forhistorie
Egnen ved den sydlige del af Jammerbugt var plaget af vedvarende sandflugt i 15-1600-tallene. Ikke mindst Hune og Rødhus var hårdt ramt; indbyggerne måtte forlade ejendomme og huse, hvor sandet umuliggjorde vækst af afgrøder. Sandet brød gennem alt, og hverken diger eller grøfter kunne standse ødelæggelserne.
En lærer fra Hune Sogn, Niels Nielsen Kjær (1799-1890), indberettede til folkemindeforskeren Evald Tang Christensens Dansk Almueliv om Rødhus: Der har været en kirke og et sogn i Rødhus Klit, og de har vist stedet, hvor den har stået. Der er fundet nogle sten, som skal have været af den. Der er også gået en by under vest for Hjortels (Hjortdal?). Det røde Hus har vel navn efter et enkelt hus. Sagnet siger, at der har ligget en herregård, og den har været teglhængt.
Birkelse Gods byggede i 1646 nordvest for den nuværende placering af Rødhus Kirke et kornmagasin, Det røde Hus, og det betød nyt liv til egnen. Det var billigt at leje en klitlod og at slå sig ned i det øde område og forsøge at skabe sig en omend nøjsom tilværelse ved landbrug i lille målestok.
I 1800-tallet påbegyndtes betaling af plantning af såkaldt klittag, og hermed indledtes en ny epoke for egnen.

## Byggeri og indvielse
Befolkningstallet voksede efterhånden i også Rødhus, og i 1877 åbnedes en lille skole, med to klasser - og med deling af lærerne med Hunetorp Skole. Gudstjenesterne blev afholdt i skolen, og i befolkningen øgedes utilfredsheden med tiden, idet der ikke var plads til deltagerne. I 1909 samarbejdede sognefoged Søren Enevoldsen med provst L. M. Tolstrup, Jetsmark, om planer for bygningen af en kirke i Rødhus. Kirkeministeriet gav løfte om afsættelse af 13.500 kr. på Finansloven til kirkebyggeri - hvis beboerne selv kunne indsamle 2000-3000 kr. til vedligeholdelse. Det lykkedes, trods det dengang anselige beløb. Dermed kunne byggeriet gå i gang, og den 19. oktober 1913 indviedes Rødhus Kirke.

## Eksterne kilder og henvisninger
- Rødhus Kirke hos KortTilKirken.dk